# Lavos (Portugal)
Pour les articles homonymes, voir Lavos.
Lavos est une paroisse civile portugaise (en portugais : freguesia) de la municipalité de Figueira da Foz dans le district et la région de Coimbra.

## Géographie

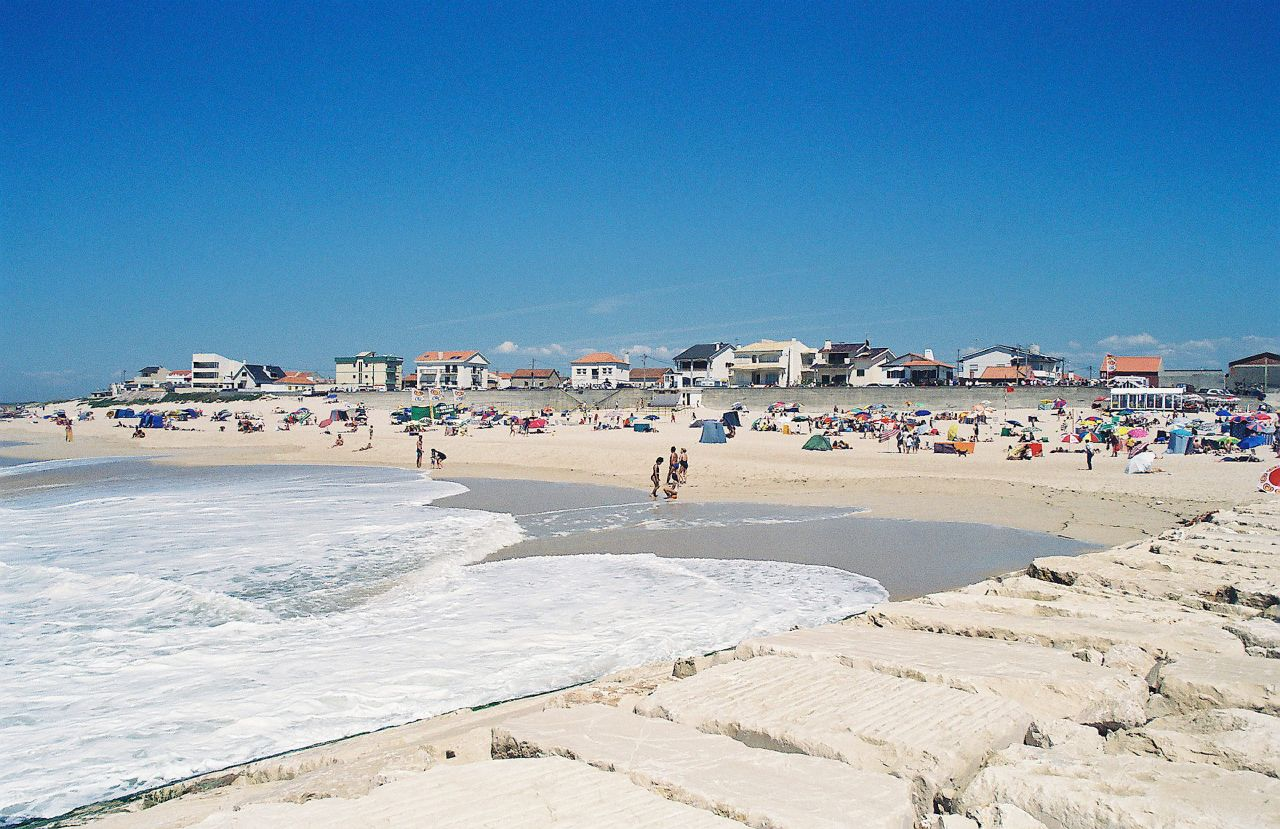
Costa de Lavos.

Lavos est située sur la rive sud du Mondego et de son affluent le Rio Pranto, de l'autre côté du centre urbain de Figueira da Foz.
La paroisse compte une station balnéaire sur la Côte Atlantique : Costa de Lavos.

## Histoire
Le roi Alphonse II accorde une charte à la ville de Lavos da Marinha en 1217. Cette charte est renouvelée par Manuel Ier en 1519.
Lavos reste une municipalité indépendante jusqu'en 1853, année où elle devient une simple paroisse de Figueira da Foz. Elle perd une partie de son territoire avec la création des paroisses de Paião (1900), Marinha das Ondas (1928) et São Pedro (1985).
Dans le cadre de la réforme territoriale de 2012-2013, des territoires de la paroisse de Vila Verde sont intégrés à celle de Lavos, notamment l'île de Morraceira.

## Démographie
Lors du recensement de 2021, Lavos compte 3 587 habitants.